# Walhalla (film)
Walhalla is een Belgisch-Nederlandse film uit 1995 van Eddy Terstall. Het is gebaseerd op een scenario van hemzelf. De film heeft als alternatieve titel Paradijs. De film is grotendeels op locatie opgenomen in Terneuzen.

## Rolverdeling
| Acteur           | Personage         |
| ---------------- | ----------------- |
| Marc van Uchelen | Michel de Feyter  |
| Huub Stapel      | Raymond de Feyter |
| Antje de Boeck   | Sanne             |
| Gene Bervoets    | Gunther           |
| Theu Boermans    | barman Fred       |